# Hao2
Hao2 (zapis stylizowany: HAO2) – album duetu polskich raperów O.S.T.R.-a oraz Hadesa, wydany 11 grudnia 2020, nakładem wytwórni Asfalt Records.
Jest to drugi album nagrany wspólnie przez tych artystów. Poprzedni, zatytułowany Haos, ukazał się w 2013 roku.
Płyta ukazała się w wersji standardowej, wersji Deluxe Edition, zawierającej drugą płytę „EP” z siedmioma dodatkowymi utworami, dostępną wówczas tylko w zamówieniach przedpremierowych oraz na płycie winylowej.
Hao2 został wyprodukowany przez O.S.T.R.-a. W dwóch utworach na dodatkowej płycie „EP” pojawili się goście: RakRaczej i Wyga.
Recenzent portalu Interia ocenił materiał na 7/10. Pozytywnie odebrał go także recenzent portalu Newonce.
Album zadebiutował na 1. miejscu zestawienia OLiS, a w podsumowaniu sprzedaży za rok 2020 znalazł się na 12. miejscu. W zestawieniu OLiS Winyl również zadebiutował na 1. miejscu. 13 stycznia 2021 otrzymał certyfikat Złotej Płyty ZPAV.

## Lista utworów
| Nr  | Tytuł utworu     |       | Długość |
| --- | ---------------- | ----- | ------- |
| 1.  | „Na początku...” |       | 0:57    |
| 2.  | „Artefakt”       |       | 3:21    |
| 3.  | „Illuminati”     |       | 3:17    |
| 4.  | „JayMila”        |       | 3:53    |
| 5.  | „GOV”            |       | 3:25    |
| 6.  | „Monsanto”       |       | 3:39    |
| 7.  | „Hentai”         |       | 3:33    |
| 8.  | „NoLove”         | [ a ] | 3:40    |
| 9.  | „UFO”            |       | 3:20    |
| 10. | „SoSo”           | [ b ] | 4:20    |
| 11. | „Trytytki”       |       | 3:05    |
| 12. | „Momenty”        |       | 3:30    |
| 13. | „OhNo”           |       | 3:18    |
| 14. | „HaOs”           |       | 3:06    |
| 15. | „Parasomnia”     |       | 4:37    |
|     |                  |       | 51:01   |

| „EP” | „EP”                              | „EP”    |
| Nr   | Tytuł utworu                      | Długość |
| ---- | --------------------------------- | ------- |
| 1.   | „Krzyż”                           | 3:52    |
| 2.   | „P.P.P. (cz. 2)”                  | 2:52    |
| 3.   | „Błędy”                           | 4:03    |
| 4.   | „Szach mat” (gościnnie RakRaczej) | 3:51    |
| 5.   | „Sekta”                           | 3:22    |
| 6.   | „Na czasie”                       | 3:17    |
| 7.   | „Whatever” (gościnnie Wyga)       | 4:04    |
|      |                                   | 25:21   |

Źródło:

## Single
1. „Illuminati” – 23 października 2020[4]
2. „GOV” – 23 listopada 2020[14]
3. „Parasomnia” – 1 grudnia 2020[6]
4. „Monsanto” – 10 grudnia 2020[15]